# Langue des signes népalaise
La langue des signes népalaise  (en népalais  नेपाली सांकेतिक भाषा) est la langue des signes utilisée par les sourds et leurs proches au Népal.